# Andrea Bendewald
Andrea R. Bendewald (4 de março de 1970) é uma atriz norte-americana mais conhecida por seu papel como "Maddy Piper" em Suddenly Susan.

## Biografia
Andrea é filha de Judith Bendewald e Mervin Bendewald, ambos de Nova York . 
Bendewald se graduou na Wright State University. Ela foi dama de honra no casamento de Jennifer Aniston e Brad Pitt em 2000 e Aniston foi dama de honra no seu casamento com Mitch Rouse em agosto de 2001 na Saddlerock Ranch em Malibu, na Califórnia. As atrizes Maria Bello e Kristen Hahn foram damas de honra também. Andrea já namorou o comediante Harlan Williams. 
Bendewald conheceu o marido, Mitch Rouse, em outubro de 1998 no set de The Secret Lives of Men .

## Filmography
- Good Luck Charlie Como Lynn (Linda) Walsh (1 Episódio, 2012)
- Last Man Standing Como  Charlie (1 Episódio, 2011)
- Five Como Kate (Filme de TV) (2011)
- Without a Trace Como Patricia Ranes (1 Episódio, 2008)
- Stick It (2006) Como Madison's Mom
- Twins Como Phyllis (1 Episódio, 2006)
- Two and a Half Men Como Terry Sholander (1 Episódio, 2006)
- House MD Como Cecilia Carter (1 Episódio, 2005)
- Entourage Como Jess (1 Episódio, 2005)
- Center of the Universe Como Jewel (1 Episódio, 2005)
- Life on a Stick Como Sandy (1 Episódio, 2005)
- CSI: Miami Como Monica Reynoso (1 Episódio, 2004)
- Employee of the Month (2004) Como Wendy
- That '70s Show Como Ms. McGee (1 Episódio, 2002)
- One Night at McCool's (2001) as Karen
- Cursed Como Lucy Keith (1 Episódio, 2001)
- Friends Como Megan Bailey (1 Episódio, 2001)
- Amy's Orgasm (2001) Como Beautiful Girl
- Providence Como Elizabeth Jannaur (1 Episódio, 2001)
- That's Life Como Dean Pamela Orman (1 Episódio, 2000)
- Popular Como Bonnie (1 Episódio, 2000)
- Suddenly Susan Como Maddy Piper (59 Episódios, 1997–1999)
- Stark Raving Mad Como Brittany Farraday (1 Episódio)
- The Thin Pink Line (1998) Como  Dust
- Ellen  Como Sherry (1 Episódio, 1997)
- Picture Perfect (1997) Como Pregnant Friend
- Seinfeld Como Celia Morgan (1 Episódio, 1997)
- Men Behaving Badly Como Lana (1 Episódio, 1997)
- Caroline in the City Como Leslie (1 Episódio, 1996)
- Brotherly Love Como Pheobe D. (1 Episódio, 1996)
- Simon (1995),  Como Libby
- Unhappily Ever After (1995), Como TV Reporter (1 Episódio)